# Парламентарни избори у Краљевини Србији 1890.
Народна скупштина изабрана на изборима 14. септембра 1890. прва је редовна скупштина, изабрана на основу одредаба Устава из 1888 и осталих закона који су донесени на Ванредној народној скупштини која је пре ње одржана. Све изборне радње текле су према одредбама и прецизираним уставним роковима. Резултат избора дао је Народној радикалној странци преко 100 мандата, Либерална странка добила је 14 мандата, a Напредна странка добила је само један мандат по остатку, којом приликом је за посланика био изабран вођ странке Милутин Гарашанин.